# 迈纳古里
迈纳古里（Mainaguri），是印度西孟加拉邦Jalpaiguri县的一个城镇。总人口27086（2001年）。

## 人口
该地2001年总人口27086人，其中男性13840人，女性13246人；0—6岁人口3103人，其中男1543人，女1560人；识字率74.95%，其中男性为80.12%，女性为69.54%。